# Molala
Cet article concerne la langue molala. Pour le peuple molala, voir Molala (peuple).
Le molala  est une langue amérindienne isolée parlée aux États-Unis, dans les montagnes Cascades, au sud de l'Oregon.
La langue est éteinte depuis le milieu du XXe siècle.

## Classification
John Wesley Powell, dans sa classification des langues amérindiennes avait regroupé le molala, avec le cayuse, dans une famille nommé le waiilatpuan, d'après un nom local désignant les Cayuses (en nez-percé, weyíːletpuː). Cette famille n'est plus reconnue actuellement.
Le molala fait partie des langues rattachées par Edward Sapir à la famille hypothétique des langues pénutiennes. En 1929, Sapir a regroupé le molala dans le sous-groupe des langues pénutiennes des Plateaux avec les langues sahaptiennes, et le klamath.

## Documentation de la langue
La langue est éteinte, depuis la disparition du dernier locuteur, Fred Yelkes, en 1958. Le molala est cependant richement documenté, grâce au travail de terrain effectué, au début du XXe siècle, par Leo Frachtenberg et Melville Jacob. Ce corpus n'a pas été publié.

## Phonologie
Les tableaux présentent les phonèmes du molala.

### Voyelles
|         | Antérieure    | Centrale      | Postérieure   |
| ------- | ------------- | ------------- | ------------- |
| Fermée  | i [i] iː [iː] |               | u [u] uː [uː] |
| Ouverte |               | a [a] aː [aː] |               |

### Consonnes
|               |               | Bilabiale | Dentale  | Latérale | Palatale | Vélaire | Uvulaire | Glottale |
| ------------- | ------------- | --------- | -------- | -------- | -------- | ------- | -------- | -------- |
| Occlusives    | Sourdes       | p [p]     | t [t]    |          |          | k [k]   | q [q]    | ʔ [ʔ]    |
| Occlusives    | Aspirées      | ph [pʰ]   | th [tʰ]  |          |          | kh [kʰ] | qh [qʰ]  |          |
| Occlusives    | Glottales     | pʼ[pʼ]    | tʼ[tʼ]   |          |          | kʼ [kʼ] | qʼ [qʼ]  |          |
| Fricatives    | Fricatives    | f [f]     | s [s]    | ł [ɬ]    |          | x [x]   |          | h [h]    |
| Affriquées    | Sourdes       |           | c [t͡s]   | ƛ [t͡ɬ]   |          |         |          |          |
| Affriquées    | Glottales     |           | cʼ [t͡sʼ] | ƛʾ [t͡ɬʼ] |          |         |          |          |
| Nasales       | Nasales       | m [m]     | n [n]    |          |          | ŋ [ŋ]   |          |          |
| Liquides      | Liquides      |           |          | l [l]    |          |         |          |          |
| Semi-voyelles | Semi-voyelles | w [w]     |          |          | y [j]    |         |          |          |